# Rosa de fuego

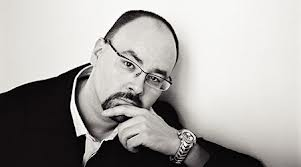
Carlos Ruiz Zafón

Rosa de fuego es un cuento corto  de  Carlos Ruiz Zafón, publicado  el 22 de abril de 2012, en la revista Magazine y Diario de Ibiza  con motivo del Día del libro.

## Argumento
Cuenta la historia de los orígenes de la misteriosa biblioteca, el Cementerio de los Libros Olvidados, que se encuentra en el corazón de las novelas de la narrativa adulta La Sombra del Viento, El Juego del Ángel, El Prisionero del Cielo y El Laberinto de los Espíritus.